# Mark Simpson
Mark Simpson es un periodista, escritor, empresario y locutor de radio de nacionalidad británica, nacido el 4 de julio de 1965, especializado en la cultura popular, medios de comunicación, y la masculinidad.
Se le atribuye haber inventado el término metrosexual en 1994. Él también introdujo el término a los EE. UU. en 2002, inaugurando la actual popularidad del término.